# Oumar Barro
Oumar Barro (ur. 3 czerwca 1974) – burkiński piłkarz grający na pozycji pomocnika.

## Kariera klubowa
Karierę piłkarską Barro rozpoczął w klubie Étoile Filante Wagadugu. W jego barwach zadebiutował w 1994 roku w pierwszej lidze burkińskiej. Grał w nim do 1999 roku. Z klubem tym zdobył dwukrotnie Puchar Burkiny Faso (1996, 1999) i dwukrotnie Superpuchar Burkiny Faso (1996, 1999).
W 1999 roku Barro został piłkarzem duńskiego Brøndby IF. Przez 3 sezony rozegrał w Brøndby 19 ligowych meczów i strzelił 3 gole. W 2000 i 2001 roku został wicemistrzem Danii, a w 2002 roku wywalczył mistrzostwo tego kraju. W 2002 roku zdobył też Superpuchar Danii.
W 2003 roku Barro wrócił do Burkina Faso i został piłkarzem klubu USFA. W 2005 roku przeszedł do Rail Club du Kadiogo. W 2006 roku został z nim wicemistrzem kraju, a w 2008 zakończył karierę.

## Kariera reprezentacyjna
W reprezentacji Burkiny Faso Barro zadebiutował w 1996 roku. W swojej karierze trzykrotnie wystąpił w turnieju o Puchar Narodów Afryki.
W 1998 roku Barro zajął 4. miejsce z Burkina Faso w Pucharze Narodów Afryki 1998. Na tym turnieju był podstawowym zawodnikiem i rozegrał 6 meczów: z Kamerunem (0:1), z Algierią (2:1), z Gwineą (1:0), ćwierćfinale z Tunezją (1:1, k. 8:7), półfinale z Egiptem (0:2) i o 3. miejsce z Demokratyczną Republiką Konga (4:4, k. 1:4), w którym strzelił gola.
W 2000 roku Barro rozegrał 2 mecze w Pucharze Narodów Afryki 2000: z Senegalem (1:3) i z Zambią (1:1).
Z kolei w 2002 roku Barro był powołany do kadry na Puchar Narodów Afryki 2002. Na nim zagrał trzykrotnie: z Republiką Południowej Afryki (0:0), z Marokiem (1:2) i z Ghaną (1:2). W kadrze narodowej grał do 2003 roku i rozegrał w niej 29 meczów i strzelił 5 goli.